# Килиџ Арслан II
Килиџ Арслан II или Из ад-Дин Килиџ Арслан бин Масуд (умро 1192. године) је био иконијски султан Селџука од 1156. године до своје смрти. 

## Биографија
Килиџ Арслан је био син и наследник селџучког султана Месуда I. Оца је наследио на престолу 1156. године. Арнолд Либек извештава да се Килиџ Арслан сусрео са Хенриком Лавом, једним од најмоћнијих немачких барона приликом његовог одласка на ходочашће у Јерусалим 1172. године. Килиџ Арслан се 1159. године сукобио са војском византијског цара Манојла Комнина која је пролазила поред румске престонице Иконије након преговора са Нур ад дин Зенгијем. Манојлов нећак Јован Контостефан поразио је Килиџ Арслана због чега је султан приморан да отпутује у Цариград да преговара о миру. Килиџ је пристао на мир и савез са Нур ад Дином против Мосула. Мир са Византијом трајао је до 1175. године када је Арслан одбио да преда Манојлу територије освојене од Данишменда. Манојло је 1176. године напао Румски султанат са намером да освоји саму престоницу. Килиџ Арслан је Манојлу нанео пораз код Мириокефалона. У бици је учествовао и византијски историчар Јован Кинам. И поред одлучне победе, Килиџ Арслан је пристао на склапање мира. Године 1179. Килиџ Арслан је заробио и тражио откуп за Хенрија I од Шампање. Шампањски гроф заробљен је приликом повратка са ходочашћа у Јерусалим. Византијски цар платио је откуп те је Хенри пуштен. Међутим, умро је убрзо након ослобађања. 
Године 1180. умро је цар Манојло Комнин. Килиџ је настојао искористити неприлике у које је запало Византијско царство. Освојио је највећи део јужне обале Мале Азије, а свога везира је послао да склопи савез са Саладином. Две године касније Арслан осваја Кутахју. Мир са Исаком II Анђелом закључен је 1185. године. Арслан је узео учешћа и у Трећем крсташком рату борећи се са остацима немачке армије након смрти Фридриха Барбаросе. Умро је 1192. године након што је своме сину Кејхусреву I оставио престо. 